# White Witch
White Witch é o segundo álbum de estúdio do grupo Andrea True Connection, lançado em 1977, pela Buddah Records. O álbum gerou dois singles de sucesso moderado: "N.Y., You Got Me Dancing" e "What's Your Name, What's Your Number".
Produzido pelos pioneiros da música disco Michael Zager e Jerry Love, o álbum contou com músicos de estúdio e uma nova banda para turnê, incluindo o futuro guitarrista do Kiss, Bruce Kulick. 
Embora não tenha alcançado o sucesso comercial de seu antecessor, "More, More, More", "White Witch" ainda é lembrado por sua contribuição à era disco.
Em 21 de março de 2018, a Sony Music Entertainment Japan o relançou no formato CD, como parte da série "Disco Fever 40", em comemoração ao 40º aniversário do lançamento do filme Saturday Night Fever no Japão. A versão edit de "What's Your Name, What's Your Number" foi incluída como faixa bônus.

## Antecedentes e produção
Após o sucesso de seu primeiro álbum e do single "More, More, More", que foi certificado como disco de ouro nos Estados Unidos, a banda começou a se preparar para seu segundo lançamento. A produção do álbum incluiu músicos de estúdio com uma nova banda montada para a turnê, que incluía o futuro guitarrista do Kiss, Bruce Kulick. O material foi co-produzido pelos pioneiros da música disco Michael Zager e Jerry Love.

## Singles
O primeiro single do álbum foi "N.Y., You Got Me Dancing", lançado no início de 1977, que se tornou o segundo maior sucesso de True, alcançando a 27ª posição na parada Billboard Hot 100 e a 4ª posição na parada Dance Club Songs, da mesma revista. Ele também alcançou a posição # 89 na parada de singles canadense. A revista Billboard fez uma crítica favorável para o single, considerando-o "tão forte e cativante quanto o hit de estreia de True" ["More More More"]. A resenha também pontuou que os vocais são leves e bonitos e "que combina bem com a batida sólida de trompa".
"What's Your Name, What's Your Number" foi lançado como o segundo e último single do álbum (e também do grupo) no final de 1977. Alcançou a posição de número 56 na parada Billboard Hot 100, e a posição de número 9 na Dance Club Songs. No Reino Unido alcançou a posição de número 34. A Billboard o descreveu como "uma forte melodia disco/pop crossover [com] um sutil tratamento sexy".

## Recepção crítica
Em uma resenha de 1978, a revista Billboard se referiu ao álbum como "uma mistura", descrevendo a maior parte do material: "com sabor pop, curiosamente carregando uma sensação do final dos anos 60", e observando que o "[som] é alegre, com teclados úteis, guitarra e trabalho de percussão por trás dos vocais idiossincráticos de True".
Em uma resenha mista de retrospectiva, o crítico de música Alex Henderson, do site AllMusic, avaliou o álbum com duas estrelas e meia de cinco e escreveu que "embora White Witch não seja um álbum ruim, ele fica aquém da excelência [de] seu primeiro álbum, More, More, More". Ele também afirmou que há algumas joias no álbum, "incluindo "What's Your Name, What's Your Number" produzido por Michael Zager e a exuberante "N.Y., You Got Me Dancing" produzido por Gregg Diamond - ambos são exercícios em uma diversão assumidamente exagerada". Ele concluiu que o "LP é estritamente para colecionadores obstinados da [música] disco".

## Desempenho comercial
White Witch não obteve o sucesso comercial de seu antecessor, e não apareceu nas paradas de sucessos. Tornou-se o último álbum lançado pelo grupo. A vocalista Andrea True lançaria mais tarde, na Europa, apenas um álbum solo intitulado War Machine, em 1980.

## Lista de faixas
Créditos adaptados do encarte do LP White Witch, de 1977.
| Lado 1         |                                        |                             |         |  |
| N.º            | Título                                 | Compositor(es)              | Duração |  |
| 1.             | "What's Your Name, What's Your Number" | Roger Cook, Bobby Woods     | 6:36    |  |
| 2.             | "You Make Love Worthwhile"             | Robert Brown, Doug Cosman   | 4:33    |  |
| 3.             | "Life Is What You Make It"             | Alvin Fields, Michael Zager | 3:21    |  |
| 4.             | "It's All Up to You"                   | Alvin Fields, Michael Zager | 3:04    |  |
| Duração total: | Duração total:                         | Duração total:              | 17:34   |  |

| Lado 2         |                            |                        |         |  |
| N.º            | Título                     | Compositor(es)         | Duração |  |
| 5.             | "N.Y., You Got Me Dancing" | Gregg Diamond          | 6:04    |  |
| 6.             | "White Witch"              | Val Burke, Andrea True | 3:18    |  |
| 7.             | "Sally Can't Dance"        | Lou Reed               | 3:06    |  |
| Duração total: | Duração total:             | Duração total:         | 12:28   |  |